# Философократия
Философократия (от древнегреч. φιλοσοφία «любомудрие, философия» + κράτος «власть») — концепция государственного устройства, описанная в сократическом диалоге Платона «Государство». Создавая образ идеального государства, Платон заявляет, что им должны править люди, у которых навыки политического мастерства сочетается с философскими знаниями.

## «Государство»
В первых двух книгах данного диалога Сократ (один из персонажей) формулирует определение понятия справедливости. В третьей книге обсуждается, как будет функционировать предполагаемое идеальное государство. Собеседники предполагают, что идеальным государством будет управлять специально обученный класс Стражей, в котором одухотворённая натура будет сочетаться с философским складом ума. В пятой книге Сократа спрашивают, может ли описываемое им государство существовать в реальности, на что он отвечает:
«Пока философы не станут королями, или короли и князья этого мира не будут обладать духом и силой философии… города никогда не будут иметь покоя от своих зол, — нет, и род человеческий, как я верю, — и только тогда наше государство получит возможность жить и увидит свет дня».
Далее Сократ проводит различие между истинными философами и ложными философами. Истинным философом Сократ называет того, кто любит «истину в каждой вещи», в отличие от ложных философов, которые любят только сами вещи. Это соответствует концепции платоновского идеализма, согласно которому все вещи являются тенями Идей, или Форм. Сократ также добавляет, что помимо уже названного качества, истинный философ должен обладать правдивостью, умеренностью, справедливостью и хорошей памятью. Поэтому только он имеет право править, поскольку только философ обладает знанием абсолютной истины и способен применять это знание на благо государства.
В этом диалоге подвергается критике афинская демократия, которую персонаж Сократ сравнивает с мятежными моряками, которые соперничают друг с другом за контроль над штурвалом. Моряки, сами не имея знаний об искусстве навигации, отрицают, что это необходимая квалификация для лоцмана, и порицают любого, кто мешает им достичь своих целей.
На обучение правящего класса Стражей, по словам Сократа, потребуется не менее 50 лет. Первые 35 лет будет длиться сам процесс образования, а оставшиеся 15 будущие Стражи будут набираться опыта, занимая различные должности. Таким образом, человек сможет править только в возрасте 50 лет. Однако, как философы, они не будут иметь желания заниматься политикой; они будут делать это только из чувства долга.
Сократ говорит, что в случае, если философ или группа философов придёт ко власти, то наиболее быстрым способом построить идеальное государство будет выселение всего населения старше 10 лет из государства, чтобы воспитывать молодое поколение исключительно по принципам философов у власти.

## Критика Аристотелем
В своём трактате «Политика» Аристотель критикует многие аспекты политической теории Платона и излагает свои собственные мысли о том, каким должно выглядеть идеальное государство. Вместо воспитания правящего класса, Аристотель утверждает, что все граждане должны принимать равное участие в управлении государством. Однако в 13 главе Аристотель пишет, что если бы один или несколько людей, превосходящих других в добродетели, то согласно естественному порядку, они должны быть сделаны «царями в своем государстве на всю жизнь». Хотя Аристотель здесь близок к одобрению концепции философократии, он прямо не утверждает, что этот добродетельный лидер должен быть искусен в философии, и его труды чаще всего проводят резкое различие между теоретической мудростью философа и политической мудростью правителя.

## Примеры философократии
В качестве примеров правителей-философов можно назвать Александра Македонского, Марка Аврелия и Фридриха II Великого.